# Новые Парзи
 Новые Парзи  — деревня в Глазовском районе Удмуртии в составе  сельского поселения Парзинское.

## География
Находится на расстоянии примерно 22 км на юг по прямой от центра района города Глазов. 

## История
Известна с 1891 года как починок Ново-Парзинский (Борон), где в 1905 было дворов 5 и жителей 52, в 1924 (деревня Ново-Парзи или Барановский) 8 и 60.
После некоторого периода запустения с 1996 года возродилась переселенцами из села Парзи .

## Население
Постоянное население  составляло 41 человек (удмурты 73%) в 2002 году, 46 в 2012.